# Richard Blanton
Richard E. Blanton (16 novembre 1943) è un archeologo e antropologo statunitense.

## Biografia
È famoso soprattutto per la sua ricerca in campo archeologico sullo sviluppo delle civiltà precolombiane della Mesoamerica, in particolar modo quelle dell'altopiano del Messico e della valle di Oaxaca. Dal 1976 è docente presso la Purdue University di West Lafayette (Indiana), dove attualmente (2008) è professore di antropologia del College of Liberal Arts.